# Jaden Smith
Jaden Christopher Syre Smith (* 8. července 1998 Malibu) je americký rapper a herec. Je synem Jady Pinkett-Smithové a Willa Smitha. Je držitelem několika ocenění, včetně Teen Choice Award, MTV Movie Award, BET Award a Young Artist Award. Rovněž získal nominaci na cenu Grammy.

## Život a kariéra

### Herectví
Narodil se 8. července 1998 v Malibu. Jeho rodiče jsou známí herci Will Smith a Jada Pinkettová Smithová. Má mladší sestru Willow, která se věnuje zpěvu a tanci.
Debutoval ve filmu Štěstí na dosah (2006), ve kterém si zahrál se svým otcem. V roce 2013 si s otcem zahrál znovu, tentokrát ve filmu Po zániku Země. Hrál také v remaku Den, kdy se zastavila Země (2008), ve kterém účinkoval i Keanu Reeves a
Nejvíce ho proslavil film Karate Kid (2010) s Jackie Chanem.
Po tříleté pauze se k herectví vrátil v roce 2016, kdy si zahrál ve dvoudílném seriálu The Get Down společnosti Netflix. Rovněž namluvil postavu Kaze Kaana v anime Neo Yokio.

### Hudba
V roce 2010 započal hudební kariéru zpěvem na singlu Never Say Never kanadského zpěváka Justina Biebera. Píseň byla součástí soundtracku k filmu Karate Kid. Umístila se v první desítce žebříčku Billboard Hot 100.
Později vydal několik mixtapů, včetně CTV2 (2014). Po třech letech podepsal smlouvu s Roc Nation a Interscope Records. Následně vydal své debutové studiové album Syre (2017). To se umístilo na 24. místě žebříčku Billboard 200. Jeho druhé a třetí album, Erys (2019) a CTV3: Cool Tape Vol. 3 (2020), dosáhly ještě lepších čísel. V roce 2022 byl nominován na cenu Grammy za album roku jako featuring na Bieberově albu Justice.

## Diskografie

### Studiová alba
- Syre (2017)
- Erys (2019)
- CTV3: Cool Tape Vol. 3 (2020)

## Filmografie

### Filmy
| Rok  | Název                          | Role                    |
| ---- | ------------------------------ | ----------------------- |
| 2006 | Štěstí na dosah                | Christopher Gardner Jr. |
| 2008 | Den, kdy se zastavila Země     | Jacob Benson Jr.        |
| 2010 | Karate Kid                     | Dre Parker              |
| 2011 | Justin Bieber: Never Say Never | sám sebe                |
| 2013 | Po zániku Země                 | Kitai Raige             |
| 2018 | Skate Kitchen                  | Devon                   |
| 2020 | Justin Bieber: Seasons         | sám sebe                |
| 2020 | Impractical Jokers: The Movie  | sám sebe                |
| 2020 | Poslední rok                   | Daryn                   |
| 2021 | A Man Named Scott              | sám sebe                |

### Televize
| Rok       | Název                                 | Role                    |
| --------- | ------------------------------------- | ----------------------- |
| 2003–2006 | All of Us                             | Reggie                  |
| 2008      | Sladký život Zacka a Codyho           | Travis                  |
| 2016–2017 | The Get Down                          | Marcus "Dizzee" Kipling |
| 2017      | Neo Yokio                             | Kaz Kaan (dabing)       |
| 2017      | Nashville                             | Himself                 |
| 2022      | Rodinka Pyšných: Hlučnější a pyšnější | College Myron (dabing)  |
| 2022      | Entergalactic                         | Jordan (dabing)         |
| 2023      | The Eric Andre Show                   | sám sebe                |